# Bediakathedraal
De Bediakathedraal (Georgisch: ბედიის ტაძარი) is een Georgisch-Orthodoxe kathedraal uit de 10e eeuw in de feitelijk afgescheiden Autonome Republiek Abchazië van Georgië. De kathedraal is onderdeel van een kloostercomplex dat in opdracht van koning Bagrat II van Abchazië gebouwd werd bij Bedia, de toenmalige hoofdstad van het saeristavo Bedia. De kathedraal staat twee kilometer buiten het hedendaagse dorp Agoebedia (district Tkvartsjeli, volgens Georgië district Otsjamtsjire). 

## Geschiedenis

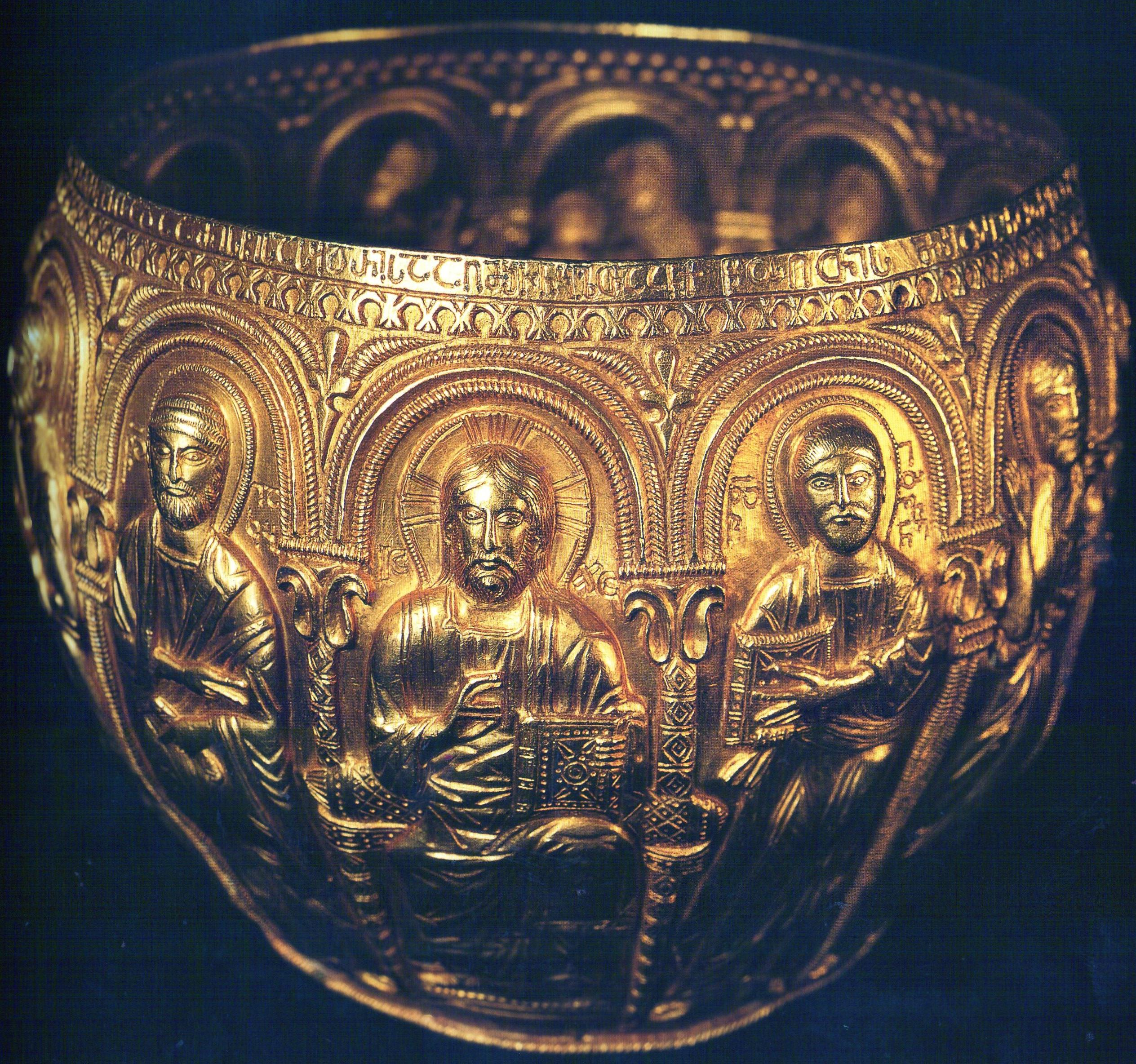
Bedia-kelk (Gouden kelk)

De kathedraal van Bedia werd oorspronkelijk aan het einde van de 10e eeuw gebouwd in opdracht van koning Bagrat II van koninkrijk Abchazië en werd in 999 ingewijd. Bagrat II zou in 1008 als Bagrat III de eerste koning van het verenigde koninkrijk Georgië worden. Hij werd na zijn dood in 1014 in de kerk begraven. De kathedraal was onderdeel van een kloostercomplex waar verschillende gebouwen stonden met onder andere een bisschoppelijk paleis en een klokkentoren en was omgeven door een omheining van de platte steen.
Tijdens restauratiewerkzaamheden in 1968 werd ontdekt dat de hedendaagse kathedraal in de tweede helft van de 13e eeuw bovenop de fundering van de oorspronkelijke kerk is gebouwd, waarbij reliëfs en andere materialen van de oorspronkelijke kerk werden hergebruikt. De oorspronkelijke kerk was groter en bezat een rijke schat. Hiervan is de Bedia-kelk (Gouden kelk) bewaard gebleven die te zien is in het Kunstmuseum van Georgië in Tbilisi.
In de jaren 2000 renoveerde de de facto regering van Abchazië de kerk, waarbij het oorspronkelijke uiterlijk werd beschadigd en de muren en fresco's werden overgeschilderd, waaronder een uniek fresco van Bagrat III. De kathedraal en de restanten van het paleis en klokkentoren zijn Georgisch beschermd nationaal erfgoed.

## Kloostercomplex

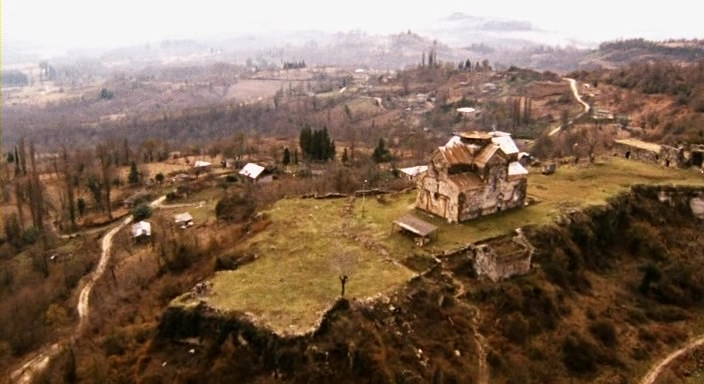
Kloostercomplex op het plateau

Het kloostercomplex is gebouwd op een klein stuk vlak land van 150x40 meter op een heuvel dat aan drie kanten is omgeven door steile hellingen, waarbij de vierde zijde tegen de heuvel ligt.

### Ommuring
Om het complex was op de helling een stenen muur gebouwd, waarvan van het zuidelijke deel nog fragmenten bewaard zijn gebleven. De muur bereikte een maximale hoogte van acht meter en kwam op gelijke hoogte uit met de kloostertuin. In de muur was aan de oostzijde een uitkijkpost ingebed. Buiten de omheining zijn twee hallenkerken uit vermoedelijk de 19e eeuw. Een daarvan staat aan de bergzijde van het klooster, de andere op de noordhelling buiten de muur.

### Poortgebouw en paleis
Aan de bergzijde van het complex (in het westen) is een poortgebouw, waarvan de muren nog deels overeind staan. De bijbehorende klokkentoren is vrijwel geheel verwoest. Een stenen plaat van de klokkentoren is gegraveerd met de jaartallen 1293-1327. Het bisschoppelijk paleis was 28x10 meter groot en twee verdiepingen hoog. Hiervan is voornamelijk alleen nog de begane grond over.

### Kathedraal
In het midden van het plateau staat de kathedraal, het hoofdgebouw van het kloostercomplex. Deze kruiskoepelkerk is een langwerpige rechthoek met drie ingangen, waarbij de decoratie van de deuren bewaard is gebleven. In de kerk zijn kleine fragmenten van muurschilderingen bewaard gebleven. Op de zuidelijke muur werd de stichter Bagrat III afgebeeld met een model van de kerk, evenals vertegenwoordigers van het Huis van Dadiani.
De kathedraal werd tijdens zijn bestaan meerdere keren zwaar beschadigd. De kathedraal heeft geen koepel meer. Onderzoekers en restaurateurs hebben vastgesteld dat de muurschilderijen van drie periodes bewaard zijn gebleven op de muren kathedraal: uit de 11e, 13-14e en 16-17e eeuw. Er zijn inscripties in de muren gevonden uit verschillende tijdperken, van de 10e tot de 17e eeuw.